# 금마면 (익산시)
금마면(金馬面)은 대한민국의 전북특별자치도 익산시에 설치된 면이다.

## 지리
금마면은 마한·백제의 문화유적(미륵사지외 9점)이 산재해 있고 동북부 시민생활 중심지이며 교통요충지( 1번국도, I.C도로)이다.

## 법정리
- 갈산리(葛山里)
- 기양리(箕陽里)
- 동고도리(東古都里): 행정복지센터 소재지
- 산북리(山北里)
- 서고도리(西古都里)
- 신용리(新龍里)
- 용순리(用脣里)

## 교육
- 금마초등학교
- 익산고등학교
- 전북과학고등학교
- 금마어린이집